# 尼奧環礁
16°09.25′S 146°21.34′W / 16.15417°S 146.35567°W
尼奧環礁（Niau），又称法卡奥环礁（Fakaau），是南太平洋法屬波利尼西亞的環礁，屬於土阿莫土群島的一部分，位於大溪地東北約450公里，由法卡拉瓦市镇管辖，直徑約8公里，土地面積20平方公里，潟湖面積33平方公里，北端有機場設施，2007年人口171。

## 外部連結
- Tuamotu Archipelago - Niau （页面存档备份，存于）
- Pictures
- History （页面存档备份，存于）
- Atoll list （法文）